# Quilombolas na Amazônia
O quilombola na Amazônia é a pessoa que reside no quilombo presente na floresta amazônica.
A Amazônia,(pt-BR) ou Amazónia(pt-PT?), Floresta Amazônica, Floresta Pluvial, ou Hileia Amazônica, é uma floresta latifoliada úmida que cobre a maior parte da bacia Amazônica na América do Sul; onde esta bacia (rios Marañon, Solimões, Amazonas) abrange 7 milhões de quilômetros quadrados distribuído por nove país: Brasil, Bolívia, Peru, Colômbia, Equador, Venezuela, Guiana, Guiana Francesa e, Suriname (atual Amazônia Natural).
Inicialmente no período da escravidão o termo quilombola representava os africanos escravizados e os afrodescendentes que fugiram dos engenhos de açúcar, fazendas e pequenas propriedades para formar os vilarejos chamados quilombos, contemporaneamente este refere-se aos descendentes dessas pessoas que foram escravizadas, que vivem em comunidades rurais, suburbanas e urbanas caracterizadas pela agricultura de subsistência e por manifestações culturais que têm forte vínculo com o passado africano.
No Brasil do século XIX os africanos escravizados trabalhavam na coleta do látex, no cultivo de cacau e, na produção de gado na floresta latifoliada Amazônia, principalmente este ultimo nas regiões brasileiras de Óbidos e Santarém, e ao fugirem tinham amparo nas aldeias indígenas (apoio aos escravizados em fuga). Atualmente estas comunidades preservam a história e a resistência deste povo traficado. A formação de quilombos ocorreu junto com o aumento do cultivo de cacau. Na Amazônia brasileira uma região é reconhecida como comunidade quilombola através do processo identificação da remanescência quilombola, assim este título oferece o direito às políticas públicas.

## Comunidades tradicionais
As comunidades tradicionais são grupos que possuem uma cultura diferenciada da cultura predominante local, que mantêm um modo de vida intimamente ligado ao meio ambiente natural em que vivem. Através de formas próprias: de organização social, do uso do território e dos recursos naturais (com relação de subsistência), sua reprodução sócio-cultural-religiosa utiliza conhecimentos transmitidos oralmente e na prática cotidiana.
As relações de produção e de sobrevivência, as características:
- Dependência da natureza, constroem o "modo de vida" a partir dos ciclos naturais e os recursos naturais renováveis. Esse conhecimento é transferido entre gerações por via oral;
- Noção de território onde o grupo se reproduz econômica e socialmente;
- Moradia nesse território por várias gerações, ainda que alguns membros individuais desloquem-se para os centros urbanos e depois retornam para a terra dos antepassados;
- Predominância da atividades de subsistência, ainda que o comércio possa ser desenvolvido;
- Reduzida acumulação de capital;
- Importância dada à unidade familiar e às relações de parentesco ou de compadrio para o exercício das atividades econômicas, sociais e culturais;
- Importância de rituais associados à caça, à pesca e extrativismo;
- Uso de tecnologia simples, de impacto reduzido sobre o meio ambiente
- Reduzida divisão técnica e social do trabalho, sobressaindo o trabalho artesanal. Onde o produtor e sua família, dominam o processo de trabalho até o produto final;
- Fraco poder político, que em geral reside com os grupos de poder dos centros urbanos;
- Auto identificação ou identificação pelos outros de pertencer a uma cultura distinta da maioria.

Em 2007, as comunidades tradicionais foram reconhecidas oficialmente pelo Governo do Brasil (decreto  6 040 de 7 de fevereiro). Através da política de desenvolvimento sustentável das comunidades tradicionais (PNPCT), o governo ampliou o reconhecimento que havia sido feito parcialmente na Constituição de 1988, agregando aos indígenas e aos quilombolas outros povos tradicionais, a saber: caiçara, castanheira, catador de mangaba, cigano, retireiro, cipozeiro, extrativista, faxinalense, fecho de pasto, geraizeiro, ilhéu, isqueiro, morroquiano, pantaneiro, pescador artesanal, piaçaveiro, pomerano, terreiro, quebradeira de coco-babaçu, seringueiro, vazanteiro e, veredeiro.

## No Brasil
No Brasil após a cana-de-açúcar o cacau foi o segundo grande sistema agrícola de plantation (monocultura de exportação) que surgiu no Brasil, pois este crescia naturalmente em abundância na bacia hidrográfica do rio Amazonas. O cultivo do cacau tornou-se forte na região da Amazônia e no estado da Bahia, e assim como no ciclo da cana-de-açúcar os africanos escravizados foram importantes na coleta e exportação de desta commodity. Somado a este o início da exploração do látex, que levou população de escravizados na região ser de aproximadamente 30 mil pessoas entre as décadas de 1820 à 1870 (redução no início da década de 1880). Estas commodities levaram a região à ter ligação com a economia mundial capitalista do século XIX, quando o Brasil esteve entre a primeira e segunda posição na produção mundial.

### Comunidades
Na Amazônia ainda é desconhecido o número exato de comunidades quilombolas, porém o estado brasileiro do Pará é a região que possui mais comunidades quilombolas reconhecidas, sendo 55 comunidades. Segundo o censo do IBGE, aproximadamente um terço dos quilombolas no Brasil estão na região da Amazônia Legal, que equivalem a mais de 420 mil pessoas que se autodeclaram quilombolas. Ainda segundo o IBGE, o censo de 2022 estima-se que no Brasil exista mais de 5 mil comunidades, onde esta população quilombola estaria estimada em 1,32 milhão de pessoas.
Art. 216. Constituem patrimônio cultural brasileiro os bens de natureza material e imaterial, tomados individualmente ou em conjunto, portadores de referência à identidade, à ação, à memória dos diferentes grupos formadores da sociedade brasileira [...]

§ 5º Ficam tombados todos os documentos e os sítios detentores de reminiscências históricas dos antigos quilombos.
Os territórios quilombolas titulados, que são Comunidades Remanescentes de Quilombos (CRQ) certificadas pela Fundação Cultural Palmares, por órgãos fundiários estaduais e municipais e, também as comunidades quilombolas "informais" (ou em processo de titulação):
| Estado | Municípios           | Comunidade Quilombola                              | Área            | GPS                         | IBGE    | Ref                  |
| ------ | -------------------- | -------------------------------------------------- | --------------- | --------------------------- | ------- | -------------------- |
| AM     | Manaus               | Quilombo Barranco de São Benedito                  |                 | 3° 04′ 29″ S, 59° 46′ 32″ O |         | [ 30 ] [ 31 ]        |
| AM     | Barreirinha          | Quilombo Boa Fé                                    |                 | 2° 47′ 22″ S, 57° 05′ 08″ O | 1300508 | [ 22 ] [ 32 ] [ 30 ] |
| AM     | Barreirinha          | Quilombo Ituquara                                  |                 | 2° 46′ 51″ S, 57° 03′ 24″ O |         | [ 32 ] [ 30 ]        |
| AM     | Barreirinha          | Quilombo São Pedro                                 |                 | 2° 48′ 18″ S, 57° 02′ 43″ O |         | [ 22 ] [ 32 ] [ 30 ] |
| AM     | Barreirinha          | Quilombo Tereza do Matupiry                        |                 | 2° 48′ 40″ S, 57° 04′ 12″ O | 1300508 | [ 22 ] [ 32 ] [ 30 ] |
| AM     | Barcelos, Novo Airão | Quilombo Tambor, Rio dos Pretos                    | 719 880,6773 ha | 0° 57′ 57″ S, 62° 55′ 03″ O | 1303205 | [ 22 ] [ 30 ] [ 33 ] |
| AM     | Barreirinha          | Quilombo Trindade                                  |                 | 2° 49′ 15″ S, 57° 02′ 45″ O | 1300508 | [ 22 ] [ 32 ] [ 30 ] |
| AM     | Itacoatiara          | Quilombo Sagrado Coração de Jesus do Lago de Serpa |                 | 3° 09′ 49″ S, 58° 25′ 33″ O |         | [ 30 ]               |

| Estado | Municípios       | Comunidade Quilombola                       | Área           | GPS                         | IBGE    | Ref           |
| ------ | ---------------- | ------------------------------------------- | -------------- | --------------------------- | ------- | ------------- |
| AP     | Macapá           | Quilombo Abacate da Pedreira                |                | 0° 08′ 52″ N, 50° 56′ 03″ O | 1600303 | [ 22 ]        |
| AP     | Macapá           | Quilombo Alegre da Pedreira                 |                |                             | 1600303 | [ 22 ] [ 32 ] |
| AP     | Macapá           | Quilombo Ambé                               | 14.105,8970 ha | 0° 06′ 16″ N, 50° 53′ 35″ O |         | [ 22 ]        |
| AP     | Calçoene         | Quilombo Cunani                             |                | 2° 29′ 27″ N, 50° 57′ 24″ O | 1600204 | [ 22 ] [ 32 ] |
| AP     | Ferreira Gomes   | Quilombo Igarapé do Palha                   |                | 0° 51′ 21″ N, 51° 11′ 37″ O | 1600238 | [ 22 ] [ 32 ] |
| AP     | Laranjal do Jari | Quilombo São José                           |                | 0° 58′ 23″ N, 53° 09′ 21″ O |         | [ 32 ]        |
| AP     | Macapá           | Quilombo Campina Grande                     |                | 0° 04′ 03″ N, 50° 59′ 23″ O | 1600303 | [ 22 ]        |
| AP     | Macapá           | Quilombo Campos do Laguinho                 |                |                             | 1600303 | [ 22 ]        |
| AP     | Macapá           | Quilombo Carmo do Maruanum                  |                | 0° 00′ 46″ S, 51° 02′ 41″ O | 1600303 | [ 22 ]        |
| AP     | Macapá           | Quilombo Casa Grande                        |                |                             | 1600303 | [ 22 ]        |
| AP     | Macapá           | Quilombo Cavalo da Pedreira                 |                |                             | 1600303 | [ 22 ]        |
| AP     | Macapá           | Quilombo Conceição do Macacoari             | 8 475,6311 ha  | 0° 03′ 17″ S, 51° 05′ 26″ O | 1600303 | [ 22 ] [ 32 ] |
| AP     | Macapá           | Quilombo Conceição do Maruanum              |                |                             | 1600303 | [ 22 ]        |
| AP     | Macapá           | Quilombo Coração                            |                |                             | 1600303 | [ 22 ]        |
| AP     | Macapá           | Quilombo Curiaú                             |                | 0° 01′ 42″ S, 51° 05′ 40″ O | 1600303 | [ 22 ] [ 32 ] |
| AP     | Macapá           | Quilombo Curralinho                         |                | 0° 02′ 11″ S, 51° 05′ 59″ O | 1600303 | [ 22 ] [ 32 ] |
| AP     | Macapá           | Quilombo Igarapé do Lago                    |                |                             | 1600303 | [ 22 ]        |
| AP     | Macapá           | Quilombo Ilha Redonda                       |                | 0° 01′ 10″ S, 51° 05′ 34″ O |         | [ 22 ] [ 32 ] |
| AP     | Macapá           | Quilombo Lago do Papagaio                   |                | 0° 01′ 33″ S, 51° 06′ 02″ O |         |               |
| AP     | Macapá           | Quilombo Lagoa de Fora                      |                |                             | 1600303 | [ 22 ]        |
| AP     | Macapá           | Quilombo Lagoa dos índios                   |                | 0° 00′ 52″ S, 51° 06′ 47″ O | 1600303 | [ 22 ] [ 32 ] |
| AP     | Macapá           | Quilombo Lontra da Pedreira                 |                |                             |         | [ 22 ]        |
| AP     | Macapá           | Quilombo Maruanum                           |                |                             | 1600303 | [ 22 ]        |
| AP     | Macapá           | Quilombo Matapi                             |                |                             | 1600303 | [ 22 ]        |
| AP     | Macapá           | Quilombo Mel da Pedreira                    | 2 629,0532 ha  | 0° 00′ 52″ S, 51° 06′ 09″ O | 1600303 | [ 22 ] [ 32 ] |
| AP     | Macapá           | Quilombo Pirativa                           |                |                             | 1600303 | [ 22 ]        |
| AP     | Macapá           | Quilombo Porto do Abacate                   |                | 0° 00′ 45″ S, 51° 07′ 12″ O | 1600303 | [ 22 ] [ 32 ] |
| AP     | Macapá           | Quilombo Ressaca da Pedreira                |                | 0° 00′ 17″ S, 51° 06′ 45″ O | 1600303 | [ 22 ] [ 32 ] |
| AP     | Macapá           | Quilombo Rio Pescado                        |                | 0° 00′ 56″ N, 51° 06′ 22″ O |         | [ 34 ]        |
| AP     | Macapá           | Quilombo Retiro do Santo Antonio            |                |                             | 1600303 | [ 22 ]        |
| AP     | Macapá           | Quilombo Rosa                               | 4 984,4857 ha  | 0° 01′ 10″ N, 51° 06′ 00″ O | 1600303 | [ 22 ] [ 32 ] |
| AP     | Macapá           | Quilombo Santa Lúzia do Maruanum I          |                | 0° 00′ 46″ N, 51° 06′ 09″ O | 1600303 | [ 22 ] [ 32 ] |
| AP     | Macapá           | Quilombo Santa Maria do Maruanum            |                |                             | 1600303 | [ 22 ]        |
| AP     | Macapá           | Quilombo Santo Antônio da Pedreira          |                | 0° 01′ 27″ N, 51° 06′ 28″ O |         |               |
| AP     | Macapá           | Quilombo Santo Antônio do Matapi            |                | 0° 01′ 37″ N, 51° 05′ 17″ O | 1600303 | [ 22 ] [ 32 ] |
| AP     | Macapá           | Quilombo São João do Maruanum II            |                | 0° 02′ 07″ N, 51° 06′ 45″ O |         |               |
| AP     | Macapá           | Quilombo São João do Matapi                 |                | 0° 02′ 40″ N, 51° 05′ 24″ O | 1600303 | [ 22 ] [ 32 ] |
| AP     | Macapá           | Quilombo São José do Mata Fome              |                | 0° 03′ 39″ N, 51° 06′ 52″ O | 1600303 | [ 22 ] [ 32 ] |
| AP     | Macapá           | Quilombo São José do Matapi do Porto do Céu |                | 0° 04′ 21″ N, 51° 02′ 12″ O | 1600303 | [ 22 ] [ 32 ] |
| AP     | Itaubal          | Quilombo São Miguel do Macacoari            |                | 0° 36′ 42″ N, 50° 41′ 22″ O | 1600253 | [ 22 ] [ 32 ] |
| AP     | Macapá           | Quilombo São Pedro do Caranã                |                |                             |         | [ 22 ]        |
| AP     | Macapá           | Quilombo São Pedro dos Bois                 | 7 189,3251 ha  |                             | 1600303 | [ 22 ] [ 32 ] |
| AP     | Macapá           | Quilombo São Sebastião do Maruanum          |                |                             |         | [ 22 ]        |
| AP     | Macapá           | Quilombo Torrão do Matapi                   |                | 0° 04′ 56″ N, 51° 08′ 55″ O | 1600303 | [ 22 ]        |
| AP     | Macapá, Santana  | Quilombo São Raimundo da Pirativa           |                | 0° 03′ 33″ S, 51° 08′ 05″ O |         | [ 35 ]        |
| AP     | Mazagão          | Quilombo Igarapé do Lago                    |                | 0° 02′ 09″ S, 51° 16′ 30″ O | 1600402 | [ 32 ]        |
| AP     | Mazagão          | Quilombo Carvão                             |                |                             | 1600402 | [ 22 ]        |
| AP     | Mazagão          | Quilombo Laranjal do Maracá                 |                |                             |         | [ 36 ] [ 37 ] |
| AP     | Mazagão          | Quilombo CONCEICAO DO MARACA                |                |                             | 1600402 | [ 22 ] [ 37 ] |
| AP     | Mazagão          | Quilombo Mazagão Velho                      |                |                             | 1600402 | [ 22 ]        |
| AP     | Mazagão          | Quilombo Mari                               |                |                             |         | [ 37 ]        |
| AP     | Oiapoque         | Quilombo Kulumbú do Patuazinho              |                |                             | 1600501 | [ 22 ] [ 32 ] |
| AP     | Oiapoque         | Quilombo Vila Velha do Cassiporé            |                |                             |         |               |
| AP     | Macapá, Santana  | Quilombo Alto Pirativa                      |                |                             | 1600600 | [ 22 ] [ 32 ] |
| AP     | Santana          | Quilombo Cinco Chagas do Matapi             |                |                             | 1600600 | [ 22 ] [ 32 ] |
| AP     | Santana          | Quilombo Engenho do Matapí                  |                |                             | 1600600 | [ 22 ] [ 32 ] |
| AP     | Santana          | Quilombo Igarapé do Lago                    |                |                             | 1600600 | [ 22 ] [ 32 ] |
| AP     | Santana          | Quilombo N. S. do Desterro dos Dois Irmãos  |                | 0° 07′ 54″ N, 51° 20′ 17″ O | 1600600 | [ 22 ] [ 32 ] |
| AP     | Santana          | Quilombo São Francisco do Matapí            |                | 0° 01′ 33″ N, 51° 21′ 31″ O |         |               |
| AP     | Santana          | Quilombo São Raimundo do Pirativa           | 23,4184 ha     |                             | 1600600 | [ 22 ] [ 32 ] |
| AP     | Santana          | Quilombo Vila Nova                          |                |                             | 1600600 | [ 22 ]        |
| AP     | Tartarugalzinho  | Quilombo São Tomé do Aporema                |                | 1° 29′ 33″ N, 50° 54′ 50″ O | 1600600 | [ 22 ] [ 32 ] |
| AP     | Vitória do Jari  | Quilombo Taperera                           |                | 0° 55′ 14″ S, 52° 25′ 20″ O |         | [ 32 ]        |

| Estado | Municípios                        | Comunidade Quilombola                                | GPS                         | IBGE    | Ref           |
| ------ | --------------------------------- | ---------------------------------------------------- | --------------------------- | ------- | ------------- |
| PA     | Abaetetuba                        | Quilombo Alto e Baixo Itacuruçá                      |                             |         | [ 38 ]        |
| PA     | Abaetetuba                        | Quilombo Acaraqui                                    |                             | 1500107 | [ 22 ] [ 38 ] |
| PA     | Abaetetuba                        | Quilombo Arapapu e Arapapuzinho / Araparuzinho       |                             | 1500107 | [ 22 ] [ 38 ] |
| PA     | Abaetetuba                        | Quilombo Campopema                                   |                             | 1500107 | [ 22 ] [ 38 ] |
| PA     | Abaetetuba                        | Quilombo Bom Remédio                                 | 1° 42′ 39″ S, 48° 52′ 12″ O | 1500107 | [ 22 ]        |
| PA     | Abaetetuba                        | Quilombo Curuperé                                    |                             | 1500107 |               |
| PA     | Abaetetuba                        | Quilombo Caeté                                       | 1° 43′ 10″ S, 48° 52′ 12″ O |         |               |
| PA     | Abaetetuba                        | Quilombo IGARAPE DO VILAR                            |                             | 1500107 |               |
| PA     | Abaetetuba                        | Quilombo Igarapé São João (Médio Itacuruçá)          |                             | 1500107 | [ 38 ]        |
| PA     | Abaetetuba                        | Quilombo Jenipaúba                                   |                             |         | [ 38 ]        |
| PA     | Abaetetuba                        | Quilombo Ramal do Bacuri                             | 1° 44′ 44″ S, 48° 52′ 04″ O |         |               |
| PA     | Abaetetuba                        | Quilombo Ramal do Piratuba                           | 1° 44′ 00″ S, 48° 51′ 27″ O | 1500107 |               |
| PA     | Abaetetuba                        | Quilombo Sagrado Coração                             |                             | 1500107 |               |
| PA     | Abaetetuba                        | Quilombo Samaúma                                     | 1° 44′ 50″ S, 48° 51′ 52″ O | 1500107 |               |
| PA     | Abaetetuba                        | Quilombo Santana                                     |                             | 1500107 |               |
| PA     | Abaetetuba                        | Quilombo São José                                    |                             | 1500107 |               |
| PA     | Abaetetuba                        | Quilombo RIO ACACU                                   |                             | 1500107 |               |
| PA     | Abaetetuba                        | Quilombo RIO GENIPAUBA                               |                             | 1500107 |               |
| PA     | Abaetetuba                        | Quilombo Rio Ipanema                                 |                             |         | [ 38 ]        |
| PA     | Abaetetuba                        | Quilombo Rio Tauaré-açú (Sant'Ana)                   |                             | 1500107 | [ 38 ]        |
| PA     | Abaetetuba                        | Quilombo Terra-alta                                  |                             | 1500107 |               |
| PA     | Abaetetuba                        | Quilombo VILA DUTRA/CALADOS E CARDOSO                |                             | 1500107 |               |
| PA     | Abaetetuba, Moju                  | Quilombos África e Laranjituba                       | 1° 43′ 31″ S, 48° 33′ 16″ O |         |               |
| PA     | Abaetetuba, Moju                  | Quilombo Moju-miri                                   | 1° 43′ 31″ S, 48° 51′ 58″ O |         |               |
| PA     | Abel Figueiredo                   | Quilombo SAO PEDRO DA AGUA BRANCA                    |                             | 1500131 |               |
| PA     | Acará                             | Quilombo Alto do Acará                               | 1° 28′ 46″ S, 48° 25′ 09″ O | 1500206 |               |
| PA     | Acará                             | Quilombo Boa Vista                                   |                             | 1500206 |               |
| PA     | Acará                             | Quilombo Carananduba                                 | 1° 27′ 57″ S, 48° 16′ 35″ O | 1500206 |               |
| PA     | Acará                             | Quilombos Bom Jesus Centro Ouro                      | 1° 53′ 35″ S, 48° 45′ 41″ O | 1500206 |               |
| PA     | Acará                             | Quilombo Espirito Santo                              | 1° 36′ 31″ S, 48° 24′ 30″ O | 1500206 |               |
| PA     | Acará                             | Quilombo Filos de Zumbi                              |                             | 1500206 |               |
| PA     | Acará                             | Quilombo Fortaleza                                   |                             | 1500206 |               |
| PA     | Acará                             | Quilombo Guajará Miri                                | 1° 38′ 10″ S, 48° 16′ 25″ O | 1500206 |               |
| PA     | Acará                             | Quilombos Itancuã Miri, Itacoãzinho e Santa Quitéria | 1° 48′ 12″ S, 48° 19′ 33″ O | 1500206 |               |
| PA     | Acará                             | Quilombo MARACUJA                                    |                             | 1500206 |               |
| PA     | Acará                             | Quilombo Itapuama                                    | 1° 51′ 30″ S, 48° 08′ 50″ O |         |               |
| PA     | Acará                             | Quilombo Menino Jesus de Acará                       | 2° 18′ 41″ S, 48° 30′ 26″ O | 1500206 |               |
| PA     | Acará                             | Quilombo Monte Alegre                                | 2° 00′ 53″ S, 48° 15′ 06″ O |         |               |
| PA     | Acará                             | Quilombo OUTEIRO E TRACUATEUA                        |                             | 1500206 |               |
| PA     | Acará                             | Quilombo Paraíso (Igarapé Jacarequara)               | 2° 04′ 41″ S, 48° 29′ 26″ O | 1500206 |               |
| PA     | Acará                             | Quilombo Trindade III                                | 2° 14′ 04″ S, 48° 26′ 08″ O | 1500206 |               |
| PA     | Acará, Concórdia do Pará          | Quilombo Menino Jesus de Acará                       |                             |         |               |
| PA     | Acará, Moju                       | Quilombo Nossa Senhora da Conceição                  | 2° 30′ 12″ S, 48° 50′ 42″ O |         |               |
| PA     | Acará, Moju                       | Quilombo Oxalá de Jacunday                           | 2° 19′ 30″ S, 48° 39′ 19″ O |         |               |
| PA     | Alenquer                          | Quilombo Pacoval                                     | 1° 57′ 05″ S, 54° 44′ 56″ O |         |               |
| PA     | Ananindeua                        | Quilombo Abacatal-aurá                               | 1° 22′ 52″ S, 48° 23′ 09″ O |         |               |
| PA     | Bagre                             | Quilombo Ajará                                       |                             | 1501105 |               |
| PA     | Bagre                             | Quilombo Boa Esperança                               |                             | 1501105 |               |
| PA     | Bagre                             | Quilombo São Sebastião                               |                             | 1501105 |               |
| PA     | Bagre                             | Quilombo Tatituquara                                 |                             | 1501105 |               |
| PA     | Bagre                             | Quilombo Baileiro                                    | 2° 26′ 44″ S, 50° 09′ 06″ O |         |               |
| PA     | Bagre, Moju                       | Quilombo São Sebastião                               | 2° 51′ 45″ S, 49° 59′ 22″ O |         |               |
| PA     | Baião                             | Quilombo Boa Vista                                   | 2° 47′ 00″ S, 49° 40′ 46″ O |         |               |
| PA     | Baião                             | Quilombo Calados                                     | 2° 47′ 19″ S, 49° 40′ 41″ O |         |               |
| PA     | Baião                             | Quilombo Fugido Rio Tucunaré                         | 2° 47′ 37″ S, 49° 40′ 35″ O |         |               |
| PA     | Baião                             | Quilombo Paritá Miri                                 | 2° 48′ 01″ S, 49° 40′ 35″ O |         |               |
| PA     | Baião                             | Quilombo Santa Fé e Santo Antônio                    |                             |         |               |
| PA     | Baião                             | Quilombo Umarizal                                    | 2° 48′ 22″ S, 49° 40′ 36″ O |         |               |
| PA     | Baião                             | Quilombo Umarizal Beira                              | 2° 48′ 36″ S, 49° 40′ 16″ O |         |               |
| PA     | Baião                             | Quilombo Vila de Joana Peres                         | 2° 47′ 58″ S, 49° 39′ 19″ O |         |               |
| PA     | Baião, Mocajuba, Oeiras do Pará   | Quilombo Araquembáua                                 |                             | 1501204 |               |
| PA     | Baião                             | Quilombo Baixinha                                    |                             | 1501204 |               |
|        |                                   | Quilombo Bailique                                    | 2° 46′ 55″ S, 49° 40′ 08″ O |         |               |
| PA     | Baião                             | Quilombo Carará                                      |                             | 1501204 |               |
| PA     | Baião                             | Quilombo Campelo                                     |                             | 1501204 |               |
| PA     | Baião                             | Quilombo Costeiro                                    |                             | 1501204 |               |
| PA     | Baião                             | Quilombo Cupu                                        |                             | 1501204 |               |
| PA     | Baião                             | Quilombo França                                      |                             | 1501204 |               |
| PA     | Baião                             | Quilombo Igarapé Preto, Igarapezinho                 |                             | 1501204 |               |
| PA     | Baião                             | Quilombo Panpelônia                                  |                             | 1501204 |               |
| PA     | Baião                             | Quilombo Teófilo                                     |                             | 1501204 |               |
| PA     | Baião                             | Quilombo Varzinha                                    |                             | 1501204 |               |
| PA     | Baião, Oeiras do Pará             | Quilombo Bailique                                    |                             | 1501204 |               |
| PA     | Barcarena                         | Quilombo Gibrié do São Lourenço                      | 1° 30′ 22″ S, 48° 37′ 55″ O |         |               |
| PA     | Barcarena                         | Quilombo Iagarapé Vilar                              |                             | 1501303 |               |
| PA     | Barcarena                         | Quilombo São Sebastião de Burajuba                   | 1° 29′ 28″ S, 48° 37′ 34″ O |         |               |
| PA     | Barcarena                         | Quilombo Sítio Conceição                             | 1° 31′ 11″ S, 48° 37′ 31″ O |         |               |
| PA     | Barcarena                         | Quilombo Sítio Cupuaçu / Boa-vista                   | 1° 31′ 04″ S, 48° 36′ 37″ O |         |               |
| PA     | Barcarena                         | Quilombo Sítio São João                              | 1° 30′ 06″ S, 48° 36′ 50″ O |         |               |
| PA     | Belém                             | Quilombo Sucurijuquara                               | 1° 05′ 04″ S, 48° 22′ 02″ O |         |               |
| PA     | Bonito                            | Quilombo Cuxiú                                       | 1° 22′ 01″ S, 47° 18′ 40″ O |         |               |
| PA     | Bragança                          | Quilombo América                                     | 0° 58′ 11″ S, 46° 43′ 07″ O |         |               |
| PA     | Breu Branco                       | Quilombo Jutaí                                       | 3° 46′ 38″ S, 49° 33′ 30″ O |         |               |
| PA     | Bujaru                            | Quilombo São Judas Tadeu                             | 1° 31′ 00″ S, 48° 02′ 58″ O |         |               |
| PA     | Cachoeira do Arari                | Quilombo Gurupá                                      | 1° 00′ 26″ S, 48° 57′ 49″ O |         |               |
| PA     | Cachoeira do Piriá                | Quilombo Bela Aurora                                 | 1° 44′ 50″ S, 46° 32′ 44″ O |         |               |
| PA     | Cachoeira do Piriá                | Quilombo Camiranga                                   | 1° 46′ 05″ S, 46° 32′ 13″ O |         |               |
| PA     | Cachoeira do Piriá                | Quilombo Itamoari                                    | 1° 46′ 05″ S, 46° 33′ 08″ O |         |               |
| PA     | Cametá                            | Quilombo Matias                                      | 2° 13′ 12″ S, 49° 29′ 00″ O |         |               |
| PA     | Cametá                            | Quilombo Mola                                        |                             |         |               |
| PA     | Cametá                            | Quilombo Porto Alegre                                | 2° 14′ 20″ S, 49° 29′ 23″ O |         |               |
| PA     | Cametá                            | Quilombo Itabatinga                                  |                             |         |               |
| PA     | Cametá                            | Quilombo São Benedito                                | 2° 15′ 07″ S, 49° 29′ 50″ O |         |               |
| PA     | Mocajuba                          | Quilombo Mangabeira                                  |                             | 1504604 |               |
| PA     | Mocajuba                          | Quilombo Porto Grande                                |                             | 1504604 |               |
| PA     | Mocajuba                          | Quilombo Santo Antônio de Vizeu                      |                             | 1504604 |               |
| PA     | Mocajuba                          | Quilombo São Benedito de Viseu                       |                             | 1504604 |               |
| PA     | Mocajuba                          | Quilombo Uxizal                                      |                             | 1504604 |               |
| PA     | Mocajuba                          | Quilombo Vizania                                     |                             | 1504604 |               |
| PA     | Capitão Poço, Santa Luzia do Pará | Quilombo Narcisa                                     | 1° 44′ 13″ S, 47° 03′ 51″ O |         |               |
| PA     | Castanhal                         | Quilombo Macapazinho                                 | 1° 18′ 31″ S, 47° 57′ 03″ O |         |               |
| PA     | Castanhal                         | Quilombo São Pedro-bacuri                            | 1° 16′ 27″ S, 47° 52′ 26″ O |         |               |
| PA     | Moju                              | Quilombo Espírito Santo                              | 1° 53′ 52″ S, 48° 45′ 45″ O |         |               |
| PA     | Inhangapi                         | Quilombos Cacoal                                     | 1° 53′ 52″ S, 48° 45′ 45″ O | 1503408 |               |
| PA     | Inhangapi                         | Quilombo Itabóca                                     |                             | 1503408 |               |
| PA     | Inhangapi                         | Quilombo Quatro Bocas                                |                             | 1503408 |               |
| PA     | Colares                           | Quilombo Cacau e Ovo                                 | 0° 52′ 10″ S, 48° 12′ 46″ O |         |               |
| PA     | Colares                           | Quilombo Terra Amarela                               | 0° 58′ 12″ S, 48° 14′ 52″ O |         |               |
| PA     | Concórdia do Pará                 | Quilombo Campo Verde                                 | 1° 59′ 36″ S, 47° 57′ 11″ O |         |               |
| PA     | Concórdia do Pará                 | Quilombo Igarape Dona Carupere                       | 1° 59′ 02″ S, 47° 56′ 09″ O |         |               |
| PA     | Concórdia do Pará                 | Quilombo N. S. da Conceição Caruperê                 | 1° 59′ 35″ S, 47° 55′ 56″ O |         |               |
| PA     | Concórdia do Pará                 | Quilombo N. S. da Conceição Ipanema                  | 1° 59′ 53″ S, 47° 56′ 08″ O |         |               |
| PA     | Concórdia do Pará                 | Quilombo N. S. das Graças Vila do Cravo              | 2° 00′ 27″ S, 47° 56′ 07″ O |         |               |
| PA     | Concórdia do Pará                 | Quilombo N. S. do Perpétuo Socorro                   | 2° 00′ 46″ S, 47° 56′ 55″ O |         |               |
| PA     | Concórdia do Pará                 | Quilombo Santo Antônio                               | 1° 58′ 51″ S, 47° 56′ 58″ O |         |               |
| PA     | Concórdia do Pará                 | Quilombo Timboteua Cravo                             | 1° 58′ 41″ S, 47° 56′ 28″ O |         |               |
| PA     | Concórdia do Pará                 | Quilombo Velho Expedito                              | 2° 00′ 11″ S, 47° 56′ 36″ O |         |               |
| PA     | Curralinho                        | Quilombo S. J. da Povoação do Rio Mutuacá            | 1° 35′ 26″ S, 49° 58′ 25″ O |         |               |
| PA     | Garrafão do Norte                 | Quilombo Castanhalzinho                              | 2° 11′ 11″ S, 47° 00′ 13″ O |         |               |
| PA     | Garrafão do Norte                 | Quilombo Cutuvelo                                    | 2° 20′ 10″ S, 47° 10′ 14″ O |         |               |
| PA     | Gurupá                            | Quilombo Alto Ipixuna                                | 1° 24′ 03″ S, 51° 38′ 30″ O |         |               |
| PA     | Gurupá                            | Quilombo Alto Pucuruí                                | 1° 24′ 16″ S, 51° 38′ 54″ O |         |               |
| PA     | Gurupá                            | Quilombo Bacá do Ipixuna                             | 1° 24′ 33″ S, 51° 39′ 09″ O |         |               |
| PA     | Gurupá                            | Quilombo Camutá do Ipixuna                           | 1° 24′ 44″ S, 51° 39′ 14″ O |         |               |
| PA     | Gurupá                            | Quilombo Carrazedo                                   | 1° 24′ 48″ S, 51° 37′ 53″ O |         |               |
| PA     | Gurupá                            | Quilombo Flexinha                                    | 1° 25′ 09″ S, 51° 38′ 32″ O |         |               |
| PA     | Gurupá                            | Quilombo Gurupá Mirim                                | 1° 25′ 43″ S, 51° 39′ 50″ O |         |               |
| PA     | Gurupá                            | Quilombo Jocojó                                      | 1° 25′ 04″ S, 51° 39′ 34″ O |         |               |
| PA     | Gurupá                            | Quilombo Maria Ribeira                               | 1° 25′ 17″ S, 51° 38′ 02″ O |         |               |
| PA     | Gurupá                            | Quilombo São Francisco Médio do Ipixuna              | 1° 24′ 00″ S, 51° 37′ 47″ O |         |               |
| PA     | Igarapé-Açu                       | Quilombo Nossa Senhora do Livramento                 | 1° 07′ 50″ S, 47° 37′ 44″ O |         |               |
| PA     | Inhangapi                         | Quilombo Bandeira Branca                             | 1° 25′ 32″ S, 47° 54′ 46″ O |         |               |
| PA     | Inhangapi                         | Quilombo Cumaru                                      | 1° 25′ 25″ S, 47° 54′ 11″ O |         |               |
| PA     | Inhangapi                         | Quilombo Menino Jesus de Petimandeua                 | 1° 25′ 54″ S, 47° 54′ 13″ O |         |               |
| PA     | Inhangapi                         | Quilombo Paraíso                                     | 1° 26′ 14″ S, 47° 54′ 34″ O |         |               |
| PA     | Irituia                           | Quilombo Bracinho                                    | 1° 46′ 03″ S, 47° 26′ 04″ O |         |               |
| PA     | Irituia                           | Quilombo Medianeira das Graças                       | 1° 45′ 49″ S, 47° 26′ 28″ O |         |               |
| PA     | Irituia                           | Quilombo N. S. do Carmo do Igarapé da Ponte          | 1° 45′ 48″ S, 47° 26′ 50″ O | 1503507 |               |
| PA     | Irituia                           | Quilombo N. S. do Perpétuo Socorro da Montanha       | 1° 45′ 59″ S, 47° 27′ 02″ O | 1503507 |               |
| PA     | Irituia                           | Quilombo Nova Laudicéia                              | 1° 46′ 06″ S, 47° 27′ 12″ O |         |               |
| PA     | Irituia                           | Quilombo Santa Maria do Curaçá                       | 1° 46′ 13″ S, 47° 27′ 30″ O |         |               |
| PA     | Irituia                           | Quilombo Santa Maria do Retiro                       | 1° 46′ 34″ S, 47° 27′ 28″ O |         |               |
| PA     | Irituia                           | Quilombo Santa Terezinha                             | 1° 46′ 42″ S, 47° 27′ 10″ O |         |               |
| PA     | Irituia                           | Quilombo Santo Antônio                               | 1° 46′ 47″ S, 47° 26′ 30″ O |         |               |
| PA     | Irituia                           | Quilombo São Francisco do Maracaxeta                 | 1° 46′ 41″ S, 47° 26′ 16″ O |         |               |
| PA     | Irituia                           | Quilombo São José do Açaiteua                        | 1° 46′ 37″ S, 47° 26′ 01″ O |         |               |
| PA     | Irituia                           | Quilombo São José do Patauateua                      | 1° 46′ 24″ S, 47° 26′ 00″ O |         |               |
| PA     | Mocajuba                          | Quilombo Tambaí Açú                                  | 2° 34′ 10″ S, 49° 30′ 30″ O |         |               |
| PA     | Mocajuba, Moju                    | São José do Icatu                                    | 2° 34′ 52″ S, 49° 30′ 41″ O |         |               |
| PA     | Moju                              | Quilombo Bom Jesus Centro Ouro                       |                             |         |               |
| PA     | Moju                              | Quilombo Cacoal e Espírito Santo                     |                             |         |               |
| PA     | Moju                              | Quilombo Castelo                                     | 1° 52′ 33″ S, 48° 45′ 32″ O |         |               |
| PA     | Moju                              | Quilombo Jambuaçu                                    | 1° 52′ 49″ S, 48° 46′ 01″ O |         |               |
| PA     | Moju                              | Quilombo Juquirí                                     | 1° 53′ 02″ S, 48° 46′ 35″ O |         |               |
| PA     | Moju                              | Quilombo Nossa Senhora das Graças                    |                             | 1504703 |               |
| PA     | Moju                              | Quilombo São Bernardino                              |                             | 1504703 |               |
| PA     | Moju                              | Quilombo Ribeira do Jambu-açu                        | 1° 53′ 14″ S, 48° 47′ 01″ O |         |               |
| PA     | Moju                              | Quilombo Santa Luzia do Bom Prazer                   | 1° 53′ 28″ S, 48° 46′ 57″ O |         |               |
| PA     | Moju                              | Quilombo Santa Luzia do Tracuateua                   | 1° 53′ 50″ S, 48° 46′ 44″ O |         |               |
| PA     | Moju                              | Quilombo Santa Maria de Mirindeua                    | 1° 54′ 25″ S, 48° 46′ 35″ O |         |               |
| PA     | Moju                              | Quilombo Santa Maria do Traquateua                   | 1° 54′ 25″ S, 48° 45′ 59″ O |         |               |
| PA     | Moju                              | Quilombo Santana do Baixo Jambuaçu                   | 1° 54′ 13″ S, 48° 45′ 41″ O |         |               |
| PA     | Moju                              | Quilombo Santo Cristo                                | 1° 53′ 39″ S, 48° 45′ 07″ O |         |               |
| PA     | Moju                              | Quilombo São Jorge                                   | 1° 53′ 07″ S, 48° 45′ 03″ O |         |               |
| PA     | Moju                              | Quilombo São Manoel                                  | 1° 52′ 44″ S, 48° 45′ 18″ O |         |               |
| PA     | Moju                              | Quilombo Sítio Bosque                                | 1° 53′ 12″ S, 48° 45′ 31″ O |         |               |
| PA     | Monte Alegre                      | Quilombo Passagem                                    | 2° 00′ 50″ S, 54° 05′ 06″ O |         |               |
| PA     | Monte Alegre                      | Quilombo Peafú                                       | 2° 00′ 35″ S, 54° 03′ 53″ O |         |               |
| PA     | Óbidos                            | Quilombo Arapucu                                     | 2° 15′ 39″ N, 55° 46′ 33″ O |         |               |
| PA     | Óbidos                            | Quilombo Ariramba                                    | 1° 46′ 40″ N, 55° 36′ 10″ O |         |               |
| PA     | Óbidos                            | Quilombo Apuí                                        |                             | 1505106 |               |
| PA     | Óbidos                            | Quilombo Cabeceiras                                  | 1° 35′ 30″ N, 55° 41′ 51″ O | 1505106 |               |
| PA     | Óbidos                            | Quilombo São José                                    |                             | 1505106 |               |
| PA     | Óbidos                            | Quilombo Silêncio                                    |                             | 1505106 |               |
| PA     | Óbidos                            | Quilombo Matá Cuecé                                  |                             | 1505106 |               |
| PA     | Óbidos                            | Quilombo Castanhaduba                                |                             | 1505106 |               |
| PA     | Óbidos                            | Quilombo Igarapé-açu                                 | 1° 19′ 26″ N, 55° 29′ 18″ O |         |               |
| PA     | Óbidos                            | Quilombo Mondongo                                    | 1° 02′ 00″ N, 55° 40′ 17″ O |         |               |
| PA     | Óbidos                            | Quilombo Muratubinha                                 | 0° 21′ 03″ N, 55° 30′ 23″ O |         |               |
| PA     | Óbidos                            | Quilombo Nossa Senhora das Graças (paraná de Baixo)  | 0° 27′ 53″ S, 55° 54′ 38″ O |         |               |
| PA     | Óbidos                            | Quilombo Patauá Umirizal                             | 0° 53′ 35″ S, 55° 33′ 12″ O |         |               |
| PA     | Óbidos                            | Quilombo Peruana                                     | 1° 18′ 58″ S, 55° 38′ 09″ O |         |               |
| PA     | Oriximiná                         | Quilombo Erepecuru                                   |                             |         |               |
| PA     | Oeiras do Pará                    | Quilombo IIgarapé Arirá                              | 2° 00′ 16″ S, 49° 51′ 10″ O |         |               |
| PA     | Oriximiná                         | Quilombo Abuí                                        | 1° 45′ 29″ S, 55° 52′ 33″ O |         |               |
| PA     | Oriximiná                         | Quilombo Acapú                                       |                             | 1505304 |               |
| PA     | Oriximiná                         | Quilombo Araçá                                       |                             | 1505304 |               |
| PA     | Oriximiná                         | Quilombo Boa Vista do Cuminá                         | 1° 46′ 54″ S, 55° 51′ 46″ O | 1505304 |               |
| PA     | Oriximiná                         | Quilombo Água Fria                                   | 1° 46′ 17″ S, 55° 52′ 13″ O | 1505304 |               |
| PA     | Oriximiná                         | Quilombo Aracuan de Cima, do Meio, de Baixo          |                             | 1505304 |               |
| PA     | Oriximiná                         | Quilombo Bacabal                                     |                             | 1505304 |               |
| PA     | Oriximiná                         | Quilombo Espírito Santo                              |                             | 1505304 |               |
| PA     | Oriximiná                         | Quilombo Jauari                                      |                             | 1505304 |               |
| PA     | Oriximiná                         | Quilombo Jarauacá                                    |                             | 1505304 |               |
| PA     | Oriximiná                         | Quilombo Serrinha                                    |                             | 1505304 |               |
| PA     | Oriximiná                         | Quilombo Terra Preta I e Terra Preta II              |                             | 1505304 |               |
| PA     | Oriximiná                         | Quilombo Pancada                                     |                             | 1505304 |               |
| PA     | Oriximiná                         | Quilombo Varre Vento                                 |                             | 1505304 |               |
| PA     | Oriximiná                         | Quilombo Boa Vista                                   |                             |         |               |
| PA     | Oriximiná                         | Quilombo Cachoeira Porteira                          | 1° 47′ 23″ S, 55° 51′ 26″ O |         |               |
| PA     | Oriximiná                         | Quilombo Curuçá                                      | 1° 46′ 57″ S, 55° 50′ 40″ O |         |               |
| PA     | Oriximiná                         | Quilombo Jamary                                      | 1° 46′ 23″ S, 55° 50′ 24″ O |         |               |
| PA     | Oriximiná                         | Quilombo Juquiri Grande                              | 1° 45′ 54″ S, 55° 50′ 53″ O |         |               |
| PA     | Oriximiná                         | Quilombo Juquirizinho                                | 1° 45′ 32″ S, 55° 50′ 17″ O |         |               |
| PA     | Oriximiná                         | Quilombos Mae Cué (Mãe Domingas)                     | 1° 44′ 03″ S, 55° 52′ 50″ O | 1505304 |               |
| PA     | Oriximiná                         | Quilombo Tapagem (Mãe Domingas)                      |                             | 1505304 |               |
| PA     | Oriximiná                         | Quilombo Sagrado Coração                             |                             |         |               |
| PA     | Oriximiná                         | Quilombo Moura                                       | 1° 45′ 03″ S, 55° 50′ 30″ O |         |               |
| PA     | Oriximiná                         | Quilombo Nova Esperança                              |                             |         |               |
| PA     | Oriximiná                         | Quilombo Palhal                                      | 1° 44′ 01″ S, 55° 51′ 24″ O |         |               |
| PA     | Oriximiná                         | Quilombo Paraná do Abuí                              | 1° 43′ 57″ S, 55° 51′ 37″ O |         |               |
| PA     | Oriximiná                         | Quilombo Último Erepecú                              | 1° 43′ 53″ S, 55° 52′ 19″ O |         |               |
| PA     | Ourém                             | Quilombo Mocambo                                     | 1° 30′ 04″ S, 47° 09′ 24″ O |         |               |
| PA     | Ponta de Pedras                   | Quilombo Santana do Arari                            | 1° 23′ 22″ S, 48° 52′ 34″ O |         |               |
| PA     | Ponta de Pedras                   | Quilombo Tartarugueiro                               | 1° 24′ 18″ S, 48° 52′ 08″ O |         |               |
| PA     | Portel                            | Quilombo Cipoal Rio do Pacajá                        | 1° 55′ 39″ S, 50° 48′ 47″ O |         |               |
| PA     | Portel                            | Quilombo São Tomé de Tauçú                           | 1° 56′ 55″ S, 50° 49′ 25″ O |         |               |
| PA     | Prainha                           | Quilombo União São João                              | 1° 48′ 35″ S, 53° 28′ 45″ O |         |               |
| PA     | Salvaterra                        | Quilombo Bacabal                                     | 0° 44′ 23″ S, 48° 31′ 27″ O |         |               |
| PA     | Salvaterra                        | Quilombo Bairro Alto                                 | 0° 44′ 36″ S, 48° 31′ 09″ O |         |               |
| PA     | Salvaterra                        | Quilombo Boa Vista                                   | 0° 44′ 56″ S, 48° 30′ 48″ O |         |               |
| PA     | Salvaterra                        | Quilombo Caldeirão                                   | 0° 45′ 10″ S, 48° 30′ 25″ O |         |               |
| PA     | Salvaterra                        | Quilombo Campina                                     | 0° 45′ 37″ S, 48° 30′ 35″ O |         |               |
| PA     | Salvaterra                        | Quilombo Deus Ajude                                  | 0° 46′ 01″ S, 48° 30′ 32″ O |         |               |
| PA     | Salvaterra                        | Quilombo Mangueira                                   | 0° 46′ 27″ S, 48° 30′ 27″ O |         |               |
| PA     | Salvaterra                        | Quilombo Paixão                                      | 0° 46′ 46″ S, 48° 30′ 58″ O |         |               |
| PA     | Salvaterra                        | Quilombo Pau Furado                                  | 0° 46′ 04″ S, 48° 30′ 58″ O |         |               |
| PA     | Salvaterra                        | Quilombo Providência                                 | 0° 46′ 28″ S, 48° 31′ 43″ O |         |               |
| PA     | Salvaterra                        | Quilombo Rosário                                     | 0° 45′ 55″ S, 48° 31′ 44″ O |         |               |
| PA     | Salvaterra                        | Quilombo Salvá                                       | 0° 45′ 20″ S, 48° 32′ 19″ O |         |               |
| PA     | Salvaterra                        | Quilombo Santa Luzia                                 | 0° 44′ 50″ S, 48° 32′ 00″ O |         |               |
| PA     | Salvaterra                        | Quilombo São Benedito da Ponta                       | 0° 44′ 56″ S, 48° 32′ 41″ O |         |               |
| PA     | Salvaterra                        | Quilombo Siricarí                                    | 0° 44′ 33″ S, 48° 33′ 11″ O |         |               |
| PA     | Salvaterra                        | Quilombo Vila União / Campina                        | 0° 44′ 29″ S, 48° 31′ 46″ O |         |               |
| PA     | Santa Isabel do Pará              | Quilombo Boa Vista do Itá                            | 1° 19′ 57″ S, 48° 09′ 21″ O |         |               |
| PA     | Santa Isabel do Pará              | Quilombo Jacarequara                                 | 1° 18′ 06″ S, 48° 10′ 40″ O |         |               |
| PA     | Santa Isabel do Pará              | Quilombo Macapazinho                                 | 1° 17′ 18″ S, 48° 09′ 33″ O |         |               |
| PA     | Santa Izabel do Pará              | Quilombo Santissima Trindade                         |                             |         |               |
| PA     | Santa Luzia do Pará               | Quilombo Jacarequara                                 | 1° 18′ 06″ S, 48° 10′ 40″ O |         |               |
| PA     | Santa Luzia do Pará               | Quilombo Muruteuazinho                               | 1° 30′ 50″ S, 46° 54′ 38″ O |         |               |
| PA     | Santa Luzia do Pará               | Quilombo Pimenteiras                                 | 1° 31′ 17″ S, 46° 54′ 40″ O |         |               |
| PA     | Santa Luzia do Pará               | Quilombo Tipitinga                                   | 1° 31′ 45″ S, 46° 53′ 56″ O |         |               |
| PA     | Santa Luzia do Pará               | Quilombo Três Voltas                                 | 1° 31′ 14″ S, 46° 53′ 52″ O |         |               |
| PA     | Santarém                          | Quilombo Arapemã                                     | 2° 24′ 44″ S, 54° 48′ 34″ O |         |               |
| PA     | Santarém                          | Quilombo Bom Jardim                                  | 2° 24′ 07″ S, 54° 47′ 27″ O |         |               |
| PA     | Santarém                          | Quilombo Maicá                                       | 2° 24′ 49″ S, 54° 46′ 13″ O |         |               |
| PA     | Santarém                          | Quilombo Murumuru                                    | 2° 25′ 47″ S, 54° 46′ 22″ O |         |               |
| PA     | Santarém                          | Quilombo Murumurutuba                                | 2° 24′ 39″ S, 54° 45′ 26″ O |         |               |
| PA     | Santarém                          | Quilombo Nova Vista do Ituqui                        | 2° 24′ 42″ S, 54° 44′ 42″ O |         |               |
| PA     | Santarém                          | Quilombo Patos do Ituqui                             | 2° 24′ 52″ S, 54° 43′ 38″ O |         |               |
| PA     | Santarém                          | Quilombo São José do Ituqui                          | 2° 24′ 47″ S, 54° 42′ 07″ O |         |               |
| PA     | Santarém                          | Quilombo São Raimundo do Ituqui                      | 2° 26′ 10″ S, 54° 40′ 45″ O |         |               |
| PA     | Santarém                          | Quilombo Saracura                                    | 2° 26′ 50″ S, 54° 40′ 37″ O |         |               |
| PA     | Santarém                          | Quilombo Surubiu-açu                                 | 2° 28′ 25″ S, 54° 42′ 14″ O |         |               |
| PA     | Santarém                          | Quilombo Tiningu                                     | 2° 28′ 27″ S, 54° 44′ 17″ O |         |               |
| PA     | São Domingos do Capim             | Quilombo Rio Capim                                   | 1° 40′ 21″ S, 47° 46′ 25″ O |         |               |
| PA     | São Miguel do Guamá               | Quilombo Canta Galo                                  | 1° 30′ 21″ S, 47° 42′ 14″ O |         |               |
| PA     | São Miguel do Guamá               | Quilombo Menino Jesus                                | 1° 30′ 53″ S, 47° 36′ 00″ O |         | [ 22 ]        |
| PA     | São Miguel do Guamá               | Quilombo Nossa Senhora de Fátima do Crauateua        | 1° 33′ 11″ S, 47° 48′ 49″ O |         | [ 22 ]        |
| PA     | São Miguel do Guamá               | Quilombo Santa Rita de Barreiras                     | 1° 31′ 34″ S, 47° 21′ 46″ O |         | [ 22 ]        |
| PA     | Tomé-Açu                          | Quilombo Forte do Castelo                            | 2° 08′ 58″ S, 48° 07′ 18″ O |         |               |
| PA     | Tomé-Açu                          | Quilombo Igarapé Marupaúba                           | 2° 18′ 16″ S, 48° 18′ 45″ O |         |               |
| PA     | Tomé-Açu                          | Quilombo Itabocal Ponte                              | 2° 27′ 10″ S, 48° 08′ 34″ O |         |               |
| PA     | Tomé-Açu                          | Quilombo Nova Betel                                  | 2° 34′ 13″ S, 48° 11′ 30″ O |         |               |
| PA     | Tomé-Açu                          | Quilombo Rosa de Saron                               | 2° 39′ 54″ S, 48° 22′ 11″ O |         | [ 22 ]        |
| PA     | Tomé-Açu                          | Quilombo São Pedro                                   | 2° 49′ 00″ S, 48° 08′ 10″ O |         |               |
| PA     | Tomé-Açu                          | Quilombo Tucumandeua                                 | 2° 57′ 49″ S, 48° 19′ 09″ O |         |               |
| PA     | Tracuateua                        | Quilombo Cigano                                      | 1° 03′ 50″ S, 46° 53′ 44″ O |         |               |
| PA     | Tracuateua                        | Quilombo Jurussaca                                   | 1° 04′ 45″ S, 46° 54′ 44″ O |         | [ 22 ]        |
| PA     | Tracuateua                        | Quilombo Torres                                      | 1° 05′ 14″ S, 46° 53′ 33″ O |         |               |
| PA     | Trairão                           | Quilombo Areias                                      |                             |         | [ 22 ]        |
| PA     | Viseu                             | Quilombo Aningal                                     |                             |         | [ 22 ]        |
| PA     | Viseu                             | Quilombo Cajueiro                                    | 1° 27′ 34″ S, 46° 13′ 08″ O |         | [ 22 ]        |
| PA     | Viseu                             | Quilombo João Grande                                 | 1° 17′ 51″ S, 46° 24′ 30″ O | 1508308 | [ 22 ]        |
| PA     | Viseu                             | Quilombo Vila Mariana                                | 1° 34′ 39″ S, 46° 41′ 29″ O |         | [ 22 ]        |
| PA     | Viseu, Boa Vista do Gurupi        | Quilombo Paca                                        | 1° 55′ 14″ S, 46° 41′ 09″ O | 1508308 | [ 22 ]        |
| PA     | Viseu                             | PAU DE REMO                                          |                             | 1508308 | [ 22 ]        |
| PA     | Viseu                             | SAO JOSE DO PIRIA                                    |                             | 1508308 | [ 22 ]        |

| Estado | Municípios                                      | Comunidade Quilombola              | IBGE    | GPS                          | Ref           |
| ------ | ----------------------------------------------- | ---------------------------------- | ------- | ---------------------------- | ------------- |
| RO     | Alta Floresta d'Oeste                           | Quilombo Rolim de Moura do Guaporé | 1100015 | 13° 04′ 52″ S, 62° 16′ 36″ O | [ 22 ]        |
|        | Alta Floresta d'Oeste                           | Quilombo Taruma                    | 1100015 |                              | [ 22 ]        |
| RO     | Alta Floresta d'Oeste, São Francisco do Guaporé | Quilombo Pedras Negras             | 1101492 | 12° 51′ 09″ S, 62° 53′ 58″ O | [ 22 ]        |
| RO     | Costa Marques                                   | Quilombo Forte Príncipe da Beira   | 1100080 | 12° 25′ 40″ S, 64° 25′ 22″ O | [ 22 ]        |
| RO     | Costa Marques                                   | Quilombo Negra Barbadiana          | 1100080 |                              | [ 22 ]        |
| RO     | Costa Marques                                   | Quilombo Pedras Negras             | 1100080 | 12° 51′ 09″ S, 62° 53′ 58″ O | [ 22 ] [ 39 ] |
| RO     | Costa Marques                                   | Quilombo Santa Fé                  | 1100080 | 12° 27′ 38″ S, 64° 10′ 32″ O | [ 22 ]        |
| RO     | Costa Marques                                   | Quilombos do Vale do Guaporé       | 1100080 |                              | [ 22 ]        |
| RO     | Pimenteiras do Oeste                            | Quilombo Laranjeiras               | 1101468 | 13° 29′ 02″ S, 61° 02′ 27″ O | [ 22 ] [ 40 ] |
| RO     | Pimenteiras do Oeste                            | Quilombo Pimenteiras do Oeste      | 1101468 |                              | [ 22 ]        |
| RO     | Pimenteiras do Oeste                            | Quilombo Santa Cruz                | 1101468 | 13° 29′ 12″ S, 61° 03′ 50″ O | [ 41 ] [ 42 ] |
| RO     | São Francisco do Guaporé                        | Quilombo Santo Antônio do Guaporé  | 1101492 | 12° 32′ 35″ S, 63° 31′ 38″ O | [ 22 ]        |
| RO     | São Miguel do Guaporé, Seringueiras             | Quilombo Jesus                     | 1100320 | 11° 43′ 09″ S, 62° 44′ 27″ O | [ 22 ]        |

| Estado | Municípios                      | Comunidade Quilombola                                | GPS                          | IBGE            | Ref           |
| ------ | ------------------------------- | ---------------------------------------------------- | ---------------------------- | --------------- | ------------- |
| TO     | Almas                           | Quilombo Baião                                       | 11° 13′ 26″ S, 47° 00′ 53″ O | 1700400         | [ 22 ]        |
| TO     | Almas                           | Quilombo Poço Dantas                                 |                              | 1700400         | [ 32 ]        |
| TO     | Aragominas                      | Quilombo Pé do Morro                                 | 7° 10′ 28″ S, 48° 31′ 12″ O  | 1701309         | [ 22 ]        |
| TO     | Aragominas                      | Quilombo Projeto da Baviera                          | 7° 09′ 23″ S, 48° 32′ 03″ O  | 1701309         | [ 22 ]        |
| TO     | Araguatins                      | Quilombo Garimpinho                                  |                              | 1702109         | [ 22 ]        |
| TO     | Araguatins                      | Quilombo Ilha São Vicente                            | 5° 38′ 51″ S, 48° 08′ 08″ O  | 1702109         | [ 22 ]        |
| TO     | Arraias                         | Quilombo CHAPADA DOS NEGROS                          |                              | 1702406         | [ 22 ]        |
| TO     | Arraias                         | Quilombo Fazenda Lagoa dos Patos e Fazendas Káagados |                              | 1702406         | [ 22 ] [ 32 ] |
| TO     | Arraias                         | Quilombo KALUNGA DO MIMOSO                           |                              | 1702406         | [ 22 ]        |
| TO     | Arraias                         | Quilombo Lagoa da Pedra                              | 12° 56′ 15″ S, 46° 56′ 52″ O | 1702406         | [ 22 ]        |
| TO     | Arraias                         | Quilombo RIO DAS PEDRAS                              |                              | 1702406         | [ 22 ]        |
| TO     | Arraias, Paranã                 | Quilombo Mimoso                                      | 12° 54′ 39″ S, 46° 57′ 16″ O | 1702406 1716208 | [ 32 ]        |
| TO     | Brejinho de Nazaré              | Quilombo Córrego Fundo                               | 11° 00′ 15″ S, 48° 34′ 27″ O | 1703701         | [ 22 ]        |
| TO     | Brejinho de Nazaré              | Quilombo Curralinho do Pontal                        | 11° 00′ 30″ S, 48° 33′ 09″ O | 1703701         | [ 22 ]        |
| TO     | Brejinho de Nazaré              | Quilombo Malhadinha                                  | 11° 01′ 33″ S, 48° 35′ 24″ O | 1703701         | [ 22 ]        |
| TO     | Brejinho de Nazaré              | Quilombo Manoel João                                 | 11° 02′ 23″ S, 48° 33′ 44″ O | 1703701         | [ 22 ]        |
| TO     | Chapada da Natividade           | Quilombo Chapada da Natividade                       | 11° 37′ 01″ S, 47° 44′ 16″ O | 1705102         | [ 22 ]        |
| TO     | Chapada da Natividade           | Quilombo São José                                    | 11° 36′ 28″ S, 47° 45′ 36″ O | 1705102         | [ 22 ]        |
| TO     | Conceição do Tocantins          | Quilombo Água Branca                                 | 12° 13′ 25″ S, 47° 16′ 51″ O | 1705607         | [ 32 ]        |
| TO     | Conceição do Tocantins          | Quilombo Matões                                      | 12° 13′ 12″ S, 47° 18′ 09″ O | 1705607         | [ 22 ]        |
| TO     | Dianópolis                      | Quilombo Lajeado                                     | 11° 35′ 08″ S, 46° 43′ 14″ O | 1707009         | [ 22 ]        |
| TO     | Dois Irmãos do Tocantins        | Quilombo Mangueira                                   |                              | 1707207         | [ 22 ]        |
| TO     | Dois Irmãos do Tocantins        | Quilombo S. M. das Mangueiras                        | 9° 09′ 01″ S, 49° 04′ 46″ O  | 1707207         | [ 32 ]        |
| TO     | Esperantina                     | Quilombo Carrapiché                                  | 5° 12′ 39″ S, 48° 31′ 45″ O  | 1707405         | [ 32 ]        |
| TO     | Esperantina                     | Quilombo Ciríaco                                     | 5° 24′ 23″ S, 48° 30′ 46″ O  | 1707405         | [ 32 ]        |
| TO     | Esperantina                     | Quilombo Praiachata                                  | 5° 22′ 06″ S, 48° 41′ 16″ O  | 1707405         | [ 32 ]        |
| TO     | Filadélfia                      | Quilombo Grotão                                      | 7° 19′ 47″ S, 47° 29′ 47″ O  | 1707702         | [ 22 ]        |
| TO     | Jaú do Tocantins                | Quilombo Rio das Almas                               | 12° 39′ 18″ S, 48° 35′ 03″ O | 1711506         | [ 22 ]        |
| TO     | Lagoa do Tocantins, Novo Acordo | Quilombo Barra do Aroeira                            | 10° 18′ 18″ S, 47° 34′ 17″ O | 1711951 1715101 | [ 32 ]        |
| TO     | Mateiros                        | Quilombo Ambrósio                                    |                              | 1712702         | [ 22 ]        |
| TO     | Mateiros                        | Quilombo Carrapato                                   |                              | 1712702         | [ 22 ]        |
| TO     | Mateiros                        | Quilombo Formiga                                     |                              | 1712702         | [ 22 ]        |
| TO     | Mateiros                        | Quilombo Boa Esperança                               | 10° 47′ 31″ S, 46° 27′ 01″ O |                 | [ 22 ]        |
| TO     | Mateiros                        | Quilombo Margens do Rio Novo                         |                              | 1712702         | [ 32 ]        |
| TO     | Mateiros                        | Quilombo Riachão                                     |                              | 1712702         | [ 22 ]        |
| TO     | Mateiros                        | Quilombo Rio Preto                                   |                              | 1712702         | [ 22 ]        |
| TO     | Mateiros                        | Quilombo MOCAMBO                                     |                              | 1712702         | [ 22 ]        |
| TO     | Mateiros                        | Quilombo MUCUMBA                                     |                              | 1712702         | [ 22 ]        |
| TO     | Mateiros                        | Quilombo Mumbuca                                     |                              | 1712702         | [ 22 ]        |
| TO     | Monte do Carmo                  | Quilombo Mata Grande                                 | 10° 42′ 31″ S, 47° 59′ 09″ O | 1713601         | [ 22 ]        |
| TO     | Monte do Carmo                  | Quilombo Taquari                                     |                              | 1713601         | [ 22 ]        |
| TO     | Muricilândia                    | Quilombo Dona Juscelina                              | 7° 08′ 32″ S, 48° 37′ 00″ O  | 1713915         | [ 22 ]        |
| TO     | Natividade                      | Quilombo Redenção                                    | 11° 43′ 54″ S, 47° 43′ 01″ O | 1714203         | [ 22 ]        |
| TO     | Natividade                      | Quilombo Riação                                      |                              | 1714203         | [ 22 ]        |
| TO     | Novo Acordo                     | Quilombo BARRA DO AROEIRA                            |                              | 1715101         | [ 22 ]        |
| TO     | Novo Acordo                     | Quilombo FAZENDA AROEIRA                             |                              | 1715101         | [ 22 ]        |
| TO     | Palmeirópolis                   | Quilombo São Salvador                                |                              | 1715754         | [ 22 ]        |
| TO     | Paranã                          | Quilombo Claro, Ouro Fino e Prata                    |                              | 1716208         | [ 32 ]        |
| TO     | Paranã                          | Quilombo KALUNGA DO MIMOSO                           |                              | 1716208         | [ 22 ]        |
| TO     | Paranã                          | Quilombo Mocambo                                     |                              | 1716208         | [ 22 ]        |
| TO     | Paranã                          | Quilombo Retiro                                      |                              | 1716208         | [ 22 ]        |
| TO     | Paranã                          | Quilombo Ventura                                     |                              | 1716208         | [ 22 ]        |
| TO     | Peixe                           | Quilombo MIRADOURO                                   |                              | 1716604         | [ 22 ]        |
| TO     | Ponte Alta do Tocantins         | Quilombo Lagoa Azul                                  | 10° 46′ 56″ S, 47° 27′ 10″ O |                 | [ 32 ]        |
| TO     | Porto Alegre do Tocantins       | Quilombo Laginha                                     | 11° 31′ 09″ S, 46° 58′ 46″ O | 1718006         | [ 22 ]        |
| TO     | Porto Alegre do Tocantins       | Quilombo São Joaquim                                 | 11° 28′ 16″ S, 47° 06′ 18″ O | 1718006         | [ 22 ]        |
| TO     | Santa Fé do Araguaia            | Quilombo Cocalinho                                   | 7° 08′ 59″ S, 48° 41′ 13″ O  | 1718865         | [ 22 ]        |
| TO     | Santa Rosa do Tocantins         | Quilombo Cangas                                      |                              | 1718907         | [ 22 ]        |
| TO     | Santa Rosa do Tocantins         | Quilombo Morro de São João                           | 11° 26′ 52″ S, 48° 07′ 48″ O | 1718907         | [ 22 ]        |
| TO     | Santa Rosa do Tocantins         | Quilombo Manganos                                    |                              | 1718907         | [ 22 ]        |
| TO     | Santa Rosa do Tocantins         | Quilombo Suvação                                     |                              | 1718907         | [ 22 ]        |
| TO     | Santa Rosa do Tocantins         | Quilombo Morro de São João                           |                              |                 | [ 22 ]        |
| TO     | Santa Teresa do Tocantins       | Quilombo BARRA DO AROEIRA                            |                              | 1719004         | [ 22 ]        |
| TO     | Santa Teresa do Tocantins       | Quilombo BICO DO PAPAGAIO                            |                              | 1719004         | [ 22 ]        |
| TO     | São Félix do Tocantins          | Quilombo Povoado do Prata                            | 9° 58′ 44″ S, 46° 41′ 27″ O  | 1720150         | [ 22 ]        |

### Estatísticas
Uma pesquisa realizada sobre o povo quilombola residente nos estados brasileiros da Amazônia Legal (Amapá, Mato Grosso, Maranhão, Tocantins, Pará e, Rondônia) informa que existe uma predominância de jovens (responsáveis pelo desenvolvimento do território mas respeitando os valores do griô/griote), sendo que 40% possuem até 19 anos e 31% ficam na faixa entre 20 e 39 anos. Porém as pessoas acima dos 80 anos formam apenas 2%. A CONAQ informa que 75% da população quilombola brasileira vive em situação de desigualdade social, sendo 55% tem acesso à água através de poço artesiano.
No final da década de 1980, mais de 10 mil refugiados surinameses, principalmente quilombolas, chegaram à Guiana Francesa, fugindo da Guerra Civil do Suriname.

Segundo o censo populacional de 2011, a composição étnico-racial da população venezuelana por autoidentificação, possui 3,5% de afrodescendentes. Na Venezuela esta população está concentrada em regiões próximas à costa.